# Xã Diggins, Quận Webster, Missouri
Xã Diggins (tiếng Anh: Diggins Township) là một xã thuộc quận Webster, tiểu bang Missouri, Hoa Kỳ. Năm 2010, dân số của xã này là 2.552 người.